# Пенжинская низменность
Пе́нжинская низменность — низменность на территории Камчатского края.

## География
Сильно заболоченная и с многочисленными озёрами равнинная поверхность, на которой разбросаны высокие холмы. Расположена на западе материковой части Камчатского края в низовьях реки Пенжины и её притоков. Вместе с Анадырской низменностью и Парапольским долом находится в пределах Анадырско-Пенжинской области, западнее Корякского нагорья. Отделена от дола низкогорным Пенжинским хребтом шириной 15—30 километров и высотой до 1059 метров, который протягивается в северо-восточном направлении на 450 километров до Парапольско-Бельской низменности.
На юге окружена Окланским плато, на западе — Ичигемским хребтом.
На территории низменности расположены сёла Аянка, Слаутное, Оклан.
Пенжинская низменность и Парапольский дол заняты осоко-пушицевыми кочкарными тундрами в сочетании с гипново-травяными болотами на торфяно-глеевых почвах (слой торфа на них не превышает 10—30 сантиметров).